# Căutătorii
Căutătorii (în engleză The Searchers) este un film western epic american din 1956 regizat de John Ford în baza romanului publicat sub același nume de Alan Le May⁠(d) în 1954. Acțiunea filmului se desfășoară în timpul războaielor amerindiene din Texas⁠(d) și prezintă povestea unui veteran al războiului civil pe nume Ethan Edwards (John Wayne) care cutreieră vestul sălbatic timp de câțiva ani alături de nepotul său adoptiv (Jeffrey Hunter⁠(d)) în căutarea nepoatei sale răpite (Natalie Wood).
De la lansare, filmul a ajuns să fie considerat o capodoperă și unul dintre cele mai bune și mai influente filme realizate vreodată. A fost desemnat cel mai bun film western american de către Institutul American de Film în 2008 și a ocupat locul 12 pe lista aceleiași organizații din 2007 a celor mai bune 100 de filme americane din toate timpurile. De asemenea, Entertainment Weekly l-a descris ca fiind cel mai bun film western. Conform revistei Sight & Sound⁠(d) a Institutului Britanic de Film, Căutătorii ocupă locul 6 într-un top al celor mai bune filme din toate timpurile realizat în baza unui sondaj internațional din 2012 la care au participat doar critici de film, iar în 2008, în lista celor mai bune 100 de filme ale tuturor timpurilor realizată de revista franceză Cahiers du Cinéma⁠(d) a ocupat locul 10.
În 1989, Căutătorii a fost caracterizat „semnificativ din punct de vedere cultural, istoric sau estetic” de către Biblioteca Congresului Statelor Unite și a fost selectat pentru păstrare în Registrul Național de Film. A fost unul dintre primele 25 de filme selectate pentru registru.
Căutătorii a fost primul film important a cărui proces de producție⁠(d) a fost documentat la solicitarea lui John Ford. Acesta prezenta aspecte din spatele scenelor, inclusiv pregătirea decorului, construcția recuzitei și tehnicile de filmare. Filmul a utilizat procesele de producție Technicolor și VistaVision.

## Intriga
În 1868, Ethan Edwards se întoarce după o absență de opt ani la casa fratelui său Aaron situată în sălbăticia Texasului de vest⁠(d). Acesta este veteran al războiului civil - unde a luptat pentru cauzele Confederației - și după încheierea conflictului, ar fi luat parte și la războiul revoluționar mexican. Ethan are în posesia sa o cantitate mare de monede de aur de origine incertă și o medalie din timpul campaniei mexicane pe care i-o oferă nepoatei sale Debbie în vârstă de 8 ani. În calitate de fost soldat confederat, acestuia i se cere să depună jurământul de loialitate față de rangerii texani⁠(d), însă refuză. Preotul și căpitanul Samuel Clayton observă că constituția lui Ethan „se potrivește mai multor descrieri” (referindu-se la faptul că acesta ar putea fi căutat pentru crimă).
La scurt timp după sosirea lui Ethan, vite aflate în proprietatea vecinului său Lars Jorgensen sunt furate, iar când căpitanul Clayton, Ethan și un grup de rangeri pornesc în căutarea lor, conștientizează că întreaga întâmplare este de fapt o diversiune pusă la cale de un trib de comanși. La întoarcere, găsesc gospodăria lui Edwards în flăcări; pe Aron, soția sa Martha și fiul lor Ben morți, iar Debbie și sora sa mai mare Lucy dispărute.
După o scurtă înmormântare, aceștia pornesc pe urmele bandei. Descoperă un cimitir de comanși care și-au pierdut viața în timpul raidului. Nervos, Ethan mutilează unul dintre corpuri. Când găsesc tabăra comanșilor, Ethan recomandă un atac direct, dar Clayton sugerează o apropiere pe furiș în încercarea de a evita uciderea prizonierilor. Tabăra este însă pustie, iar câteva momente mai târziu, aceștia cad într-o ambuscadă. Deși reușesc să scape, rangerii nu au suficienți oameni ca să-i atace pe indieni. O parte din ei se întorc acasă și îl lasă pe Ethan să continue căutarea fetelor alături de logodnicul lui Lucy - Brad Jorgensen - și fratele adoptiv al lui Debbie, Martin Pawley. Ethan o găsește pe Lucy ucisă și probabil violată într-un canion de lângă tabăra comanșilor. Orbit de furie, Brad intră în tabăra indiană și este ucis.

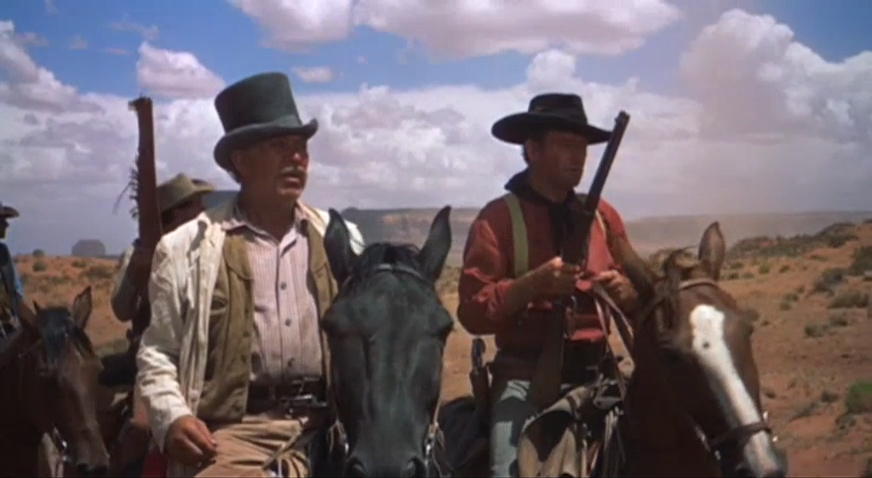
Căpitanul Samuel Clayton (stânga) și Ethan realizează că au căzut într-o ambuscadă.

Odată cu sosirea iernii, Ethan și Martin le pierd urmele și se întorc la ferma Jorgensen. Martin este primit cu entuziasm de fiica familiei Jorgensen, Laurie, iar Ethan primește o scrisoare în care un comerciant pe nume Futterman susține că are informații despre Debbie. Ethan - care preferă să călătorească singur - pleacă a doua zi dimineață fără Martin, dar Laurie îi oferă cu reticență un cal acestuia ca să-l poată ajunge din urmă. La casa de negoț⁠(d) a lui Futterman, Ethan și Martin află că Debbie a fost capturată de Scar, căpetenia bandei Nawyecka. Un an - sau câțiva ani - mai târziu, Laurie primește o scrisoare de la Martin în care îi descrie căutarea în curs. Laurie - citind cu voce tare scrisoarea - povestește următoarele întâmplări: Ethan îl ucide pe Futterman deoarece a încercat să-l jefuiască, Martin cumpără din greșeală o nevastă comanșă, iar doi bărbați descoperă că o parte din banda lui Scar a fost ucisă de soldați.
Căutarea îi conduce pe Ethan și Martin la un fort militar, apoi în New Mexico unde un mexican îi conduce la tabăra lui Scar. Aceștia o găsesc pe Debbie după cinci ani de căutări, adolescenta fiind una dintre soțiile lui Scar. Ea le spune bărbaților că a devenit comanșă și dorește să rămână cu ei. Ethan susține că preferă mai degrabă să o vadă moartă decât trăind cu indienii și încearcă să o împuște, dar Martin o protejează cu corpul său. În același timp, un comanș îl rănește pe Ethan cu o săgeată. Deși este furios pe el și îi dorește moartea deoarece a vrut s-o ucidă pe Debbie, Martin îi îngrijește rana, iar apoi pornesc spre casă.
În absența lui Martin, Charlie McCorry începe să-i facă curte lui Laurie. Cei doi sosesc acasă exact în momentul în care nunta lui Charlie și Laurie este pe cale să înceapă. După o luptă între Martin și Charlie, un soldat yankeu nervos pe nume Greenhill sosește și îi anunță că prietenul lui Ethan, nebunul Mose Harper, l-a descoperit pe Scar. Clayton și oamenii săi pornesc spre tabăra comanșă unde lansează un atac direct, însă nu înainte ca Martin s-o găsească pe Debbie. Martin îl ucide pe Scar în timpul luptei, iar Ethan îl scalpează. La scurt timp după, acesta o găsește pe Debbie și o urmărește călare. Când o prinde, o urcă în șa și îi spune: „Hai să mergem acasă, Debbie”. Aceștia se întorc la ferma familie Jorgensen, iar Martin se reunește cu Laurie. În celebra scenă finală, Ethan părăsește gospodăria, singur, iar ușa casei se închide încet în timp ce acesta se îndepărtează în fundal.

## Distribuție
- John Wayne - Ethan Edwards
- Jeffrey Hunter⁠(d) - Martin Pawley
- Vera Miles - Laurie Jorgensen
- Ward Bond - preotul și căpitanul Samuel Johnson Clayton
- Natalie Wood - Debbie Edwards (adult)
- John Qualen - Lars Jorgensen
- Olive Carey - Doamna Jorgensen
- Henry Brandon - Chief Cicatriz (Scar)
- Ken Curtis - Charlie McCorry
- Harry Carey Jr. - Brad Jorgensen
- Antonio Moreno⁠(d) - Emilio Gabriel Fernández y Figueroa
- Hank Worden - Mose Harper
- Beulah Archuletta - nevasta comanșă Look/Wild Goose Flying in the Night Sky
- Walter Coy⁠(d) as Aaron Edwards
- Dorothy Jordan⁠(d) as Martha Edwards
- Pippa Scott⁠(d) as Lucy Edwards
- Patrick Wayne⁠(d) as Lt. Greenhill
- Lana Wood⁠(d) as young Debbie Edwards
- Robert Lyden⁠(d) as Ben Edwards